# Società Anonima Varesina per una Tranvia Varese-Prima Cappella
La Società Anonima Varesina per una Tranvia Varese-Prima Cappella, nota semplicemente come La Varesina, venne costituita a Varese il 16 dicembre 1894, con l'obiettivo di realizzare una tranvia da Varese alla Prima Cappella del Sacro Monte, per innescare la valorizzazione turistica della zona.
Il capitale sociale iniziale, di 320.000 lire, fu fornito in gran parte dalla società americana Thomson-Houston, operante nel campo della trazione elettrica ferroviaria.
La tranvia venne aperta all'esercizio il 7 settembre 1895. Il successo della linea spinse la Società Varesina ad interessarsi alla costruzione della ferrovia della Valganna, già proposta da alcuni comitati locali, e in previsione di ciò cambiò nome in Ferrovie e Tramvie Elettriche Varesine . Contemporaneamente il capitale sociale fu portato a 1.100.000 lire. I lavori di costruzione della ferrovia iniziarono nel 1900 e si conclusero nel 1905.
Allo stesso tempo la Varesina si interessò anche della produzione e distribuzione di energia elettrica: alla centrale termoelettrica di Sant'Ambrogio, costruita per l'alimentazione della tranvia, seguirono le centrali idroelettriche di Cunardo (1898) e Maccagno (1902), che producevano elettricità per usi civili e industriali.
Il 31 gennaio 1906 la FTEV si fuse con la società La Prealpina per Imprese Elettriche, concessionaria della tranvia Varese-Masnago, formando la Rete tranviaria di Varese..